# La Rochefoucauld-en-Angoumois
La Rochefoucauld-en-Angoumois ist eine französische Gemeinde mit 4.020 Einwohnern (Stand 1. Januar 2022) im Département Charente in der Region Nouvelle-Aquitaine. Sie gehört zum Arrondissement Angoulême und zum Kanton Val de Tardoire.
Sie entstand als Commune nouvelle mit Wirkung vom 1. Januar 2019, indem die bisherigen Gemeinden La Rochefoucauld und Saint-Projet-Saint-Constant fusioniert wurden. Diese sind seither Communes déléguées. Der Verwaltungssitz befindet sich im Ort La Rochefoucauld.

## Gliederung
| Ortsteil                           | ehemaliger INSEE-Code | Fläche (km²) | Einwohnerzahl am 1. Januar 2022 |
| ---------------------------------- | --------------------- | ------------ | ------------------------------- |
| La Rochefoucauld (Verwaltungssitz) | 16281                 | 07,21        | 2.929                           |
| Saint-Projet-Saint-Constant        | 16344                 | 16,94        | 1.091                           |

## Lage
Nachbargemeinden sind Rivières im Norden, Taponnat-Fleurignac im Nordosten, Marillac-le-Franc im Osten, Moulins-sur-Tardoire im Südosten, Bunzac im Süden, Mornac im Südwesten und Brie im Westen.

## Gemeindepartnerschaften
Die Partnerschaft mit Birkenau im Odenwald (Deutschland) besteht seit 1977. Ein Jahr zuvor hatte die Langenbergschule Birkenau den ersten Schüleraustausch mit dem College Jean Rostant in La Rochefoucauld. Daraus entwickelte sich die Partnerschaft zwischen beiden Gemeinden, die dann 1978 besiegelt wurde.